# Галерия дел'Академия
Галерия дел'Академия или накратко Академията е музей, в който се разполага най-голямата колекция от венецианска живопис от XIV – XVIII век. Първоначално принадлежи към Академията по художествени изкуства, а през 1882 г. става отделянето ѝ като самостоятелна галерия.

## История на създаване
Галерията получава името си от Венецианската академия за изящни изкуства (на италиански: Accademia di belle arti di Venezia), която е основана през 1750 г. под ръководството на художника Джовани Батиста (Джамбати́ста) Пяце́та. През 1756 г. е призната официално от Република Венеция и през 1882 г. става самостоятелен музей.

## Колекция
В колекцията на галерията влиза знаменитата рисунка на Леонардо да Винчи – Витрувиански човек (на латински: Homo vitruvianus), която се показва рядко, тъй като рисунката е чувствителна към светлината.
В колекцията на музея се намират картини на Якопо Басано, Джентиле Белинир, Джовани Белини, Бернардо Белото (подписвал се като Каналето), Виторе Карпачо, Чима да Конеляно, Джорджоне, Франческо Айец, Лоренцо Лото, Андреа Мантеня, Пиетро да Кортона, Джовани Батиста Тиеполо, Тинторето, Тициан, Паоло Веронезе, Алвизе Виварини, Бартоломео Виварини и други.

## Избрани произведения на галерията
- Пиеро дела Франческа, „Св. Иероним и дарителят Джироламо Амади, ок. 1440-1450
- Андреа Мантеня, „Свети Георги“, ок. 1460
- Джовани Белини, Олтар на църквата Сан Джобе, ок. 1487
- Леонардо да Винчи, Витрувиански човек, 1492
- Виторе Карпачо, „Връщането на английските посланици в родината“ (картина от цикъла „Историята на света Урсула“), ок. 1495-1500
- Джовани Белини, „Процесия на площад Сан Марко“, 1496
- Джовани Белини, „Светото събеседване. Богородица с Младенеца, свети Иоан Кръстител и светица“, 1504
- Джовани Белини, „Пиета“, ок. 1505
- Джорджоне, Портрет на старица“, 1506
- Джорджоне, „Бурята“, ок. 1508
- Лоренцо Лото, Портрет на юноша, ок. 1527
- Парис Бордоне, „Връчването на пръстена на дожа“, 1534
- Тинторето, „Чудото на Свети Марко“, 1548
- Тинторето, „Сваляне от кръста“, ок. 1560
- Тинторето, „Похищението на тялото на Свети Марко“, 60-те години на XVI век
- Паоло Веронезе, „Пир в дома на Леви“, 1573
- Тициан, „Пиета“, 1576